# Астаган
Астаган (каз. Астаған) — село в районе Шал акына Северо-Казахстанской области Казахстана. Входит в состав Семипольского сельского округа. Код КАТО — 595649300.

## История
С 2009 по 2013 годы село входило в состав упразднённого Ступинского сельского округа.

## Население
В 1999 году численность населения села составляла 335 человек (175 мужчин и 160 женщин). По данным переписи 2009 года в селе проживало 200 человек (111 мужчин и 99 женщин).